# Spuk in Felixburg
 Spuk in Felixburg  ist ein deutscher Fernsehfilm aus dem Jahre 1977 von Ulrich Kühn.

## Handlung
Eingeleitet wird die Handlung durch einen Off-Sprecher, der den Ort der Handlung vorstellt: Inmitten herrlicher Wiesen und gepflegter Wälder, abseits vom großen Verkehr liegt Felixburg in einer reizvollen Landschaft zwischen Vogelsberg und Spessart. Felixburg besitzt ein Schloss, das zu den schönsten Deutschlands zähle.
Dem Zuschauer wird beschrieben, dass der Luftkurort früher das Ziel tausender Erholungssuchender und Urlauber war, diese aber heute eher nach Mallorca oder Gran Canaria fliegen. Gegen diese Ziele in der Sonne kämen weder klare Höhenluft noch Denkmäler der Geschichte an.
In der Folge sei es in Felixburg sehr still geworden.
Nach der Einleitung wechselt die Handlung vor den Eingang zum Schloss, wo der nicht sichtbare Sprecher am Kassenhäuschen von Frau Karweit, Frau des Kastellans Herrn Karweit, angesprochen wird, ob er das Schloss besichtigen möchte. Er verneint, fragt aber zurück, ob es ein Schlossgespenst gäbe. Frau Karweit erfährt, dass der Sprecher vom Fernsehen ist. Der Fernsehzuschauer nimmt im Gespräch mit Frau Karweit die Perspektive des Sprechers und somit die der Kamera ein.
Die Nachricht über den kurzen Besuch eines Fernsehteams gelangt just in dem Augenblick ins Rathaus, als Bürgermeister Boppert, der Leiter des Verkehrsbüros Dr. Werner sowie die Hoteliers Merkel und Baader über Hilfsmaßnahmen für die notleidende Touristik beraten. Eine Ernennung zum Kurbad scheitere an der Wasserqualität, wie der Bürgermeister berichtet. Dr. Werner regt an, mit etwas völlig neuem, einem Knüller zu kommen, kann aber keine konkrete Idee nennen. Die folgenden Beratungen, die zunächst zu keinen brauchbaren Vorschlag führen, werden durch Frau Weninger aus dem Bürgermeister-Vorzimmer unterbrochen. Sie erzählt, dass Frau Karweit vor dem Schloss von jemandem vom Fernsehen nach einem Schlossgespenst gefragt wurde.
Diese Information bringt Dr. Werner auf die Idee, ein Schlossgespenst müsse her und sieht bereits die Schlagzeilen in der Presse und Besucherströme vor sich.
Er recherchiert in der Schloss-Bibliothek in alten Chroniken und Tagebuchaufzeichnungen die Geschichte der Irene von Meidingen und Stich, die sich Silvester 1590/91 vor Liebeskummer vom Balkon des Ostturmes gestürzt haben soll.
Ihr Porträt-Gemälde hängt neben dem ihrer Schwester Kunigunde im großen Saal des Schlosses.
Über die Schauspieleragentur von Frau Krone engagiert Dr. Werner eine Künstlerin, die der Irene ähnlich sehen und zukünftig im Schloss herumspuken soll.
Er ist überrascht, wie sehr die junge Frau, die sich ihm vorstellt, der Irene ähnlich sieht. Sie nimmt den Auftrag an und erhält durch ihn eine Einweisung in die Räumlichkeiten des Schlosses.
Beide vereinbaren Vertraulichkeit. Niemand dürfe etwas erfahren, vor allem nicht die Presse.
Damit beginnen die merkwürdigen Ereignisse anläßlich des Bemühens um die Hebung des Fremdenverkehrs, wie es im Nachsatz zum Filmtitel heißt.
Die folgende Spukerei im Schloss verläuft nicht so, wie sie im Drehbuch geplant wurde ...

## Erstausstrahlung
Die Erstausstrahlung erfolgte am 14. Januar 1978 im ZDF.

## Dreharbeiten
Gedreht wurden die in den Straßen der Altstadt spielenden Außenszenen sowie einige Szenen innerhalb des Schlosses in Braunfels, einer Stadt im mittelhessischen Lahn-Dill-Kreis.
Viele junge und ältere Braunfelser Bürger traten als Statisten auf.